# 1920年新几内亚法令
《1920年新几内亚法令》（英语：New Guinea Act 1920）是澳大利亚议会通过的一项法令。该法令根据凡尔赛条约，将德属新几内亚的行政权从德国移交予澳大利亚。
该法令正式将新几内亚领地纳入国际联盟托管地。该法令的效力一直持续到《1949年巴布亚及新几内亚法令》通过后，巴布亚与新几内亚合并为止。